# خط السكة الحديد مليلية - سان خوان دي لاس ميناس
كان خط السكة الحديد مليلية-سان خوان دي لاس ميناس أول خط سكة حديد إسباني دولي يربط بين مدينتي مليلية وسان خوان دي لاس ميناس .

## صفات
يبلغ طول خط مليلية-سان خوان دي لاس ميناس 30 كيلومترًا من بدايته في ميناء مليلية إلى سان خوان دي لاس ميناس. كان للطريق مقياس متري (600 ملم)، و5 أنفاق، و6 جسور خرسانية مسلحة، و7 محطات. كان الحد الأقصى للانحدار 17 جزءًا من الألف، وكان السكة المستخدمة 32 كجم/م وكان الحد الأدنى لنصف قطر الانحناء 200 متر.

## تاريخ

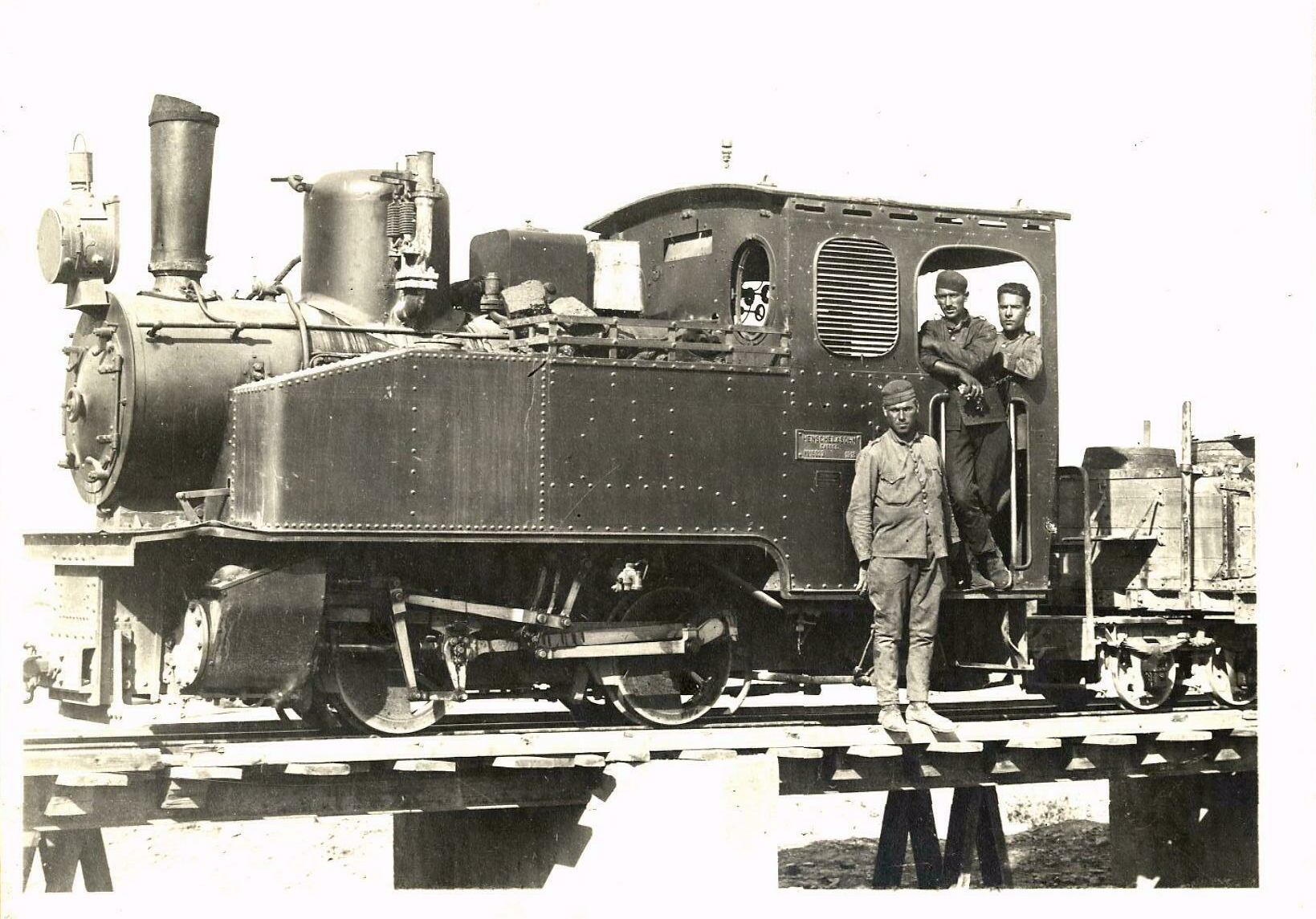
قاطرة هنشل ذات محورين مقترنين لمسار 600 ملم

### بناء
بسبب انعدام الاتصالات والطرق في منطقة ذات اقتصاد الكفاف مثل شمال المغرب ، والحاجة إلى التمكن من نقل البضائع والإمدادات والمواد العسكرية والموظفين المدنيين والعسكريين بين مليلية وسان خوان دي لاس ميناس .
كان من المقرر أن يكون للطريق الذي يبلغ طوله 30 كلم و7 محطات مقياس دولي لتسهيل ربطه بالريف، ولكن بسبب انعدام الأمن في المنطقة الناتج عن متمردي القبائل المحليين (حرب الريف)، والتأخير المستمر في وصول المواد بسبب النقص الناجم عن الحرب العالمية الأولى ، جعلت الحكومة تقرر تغيير تصميم الخط (لجعله أقرب إلى الساحل) ومقياسه (الذي أصبح متريًا) لتتمكن من إعطائه سرعة للمشروع و الانتهاء منه في أسرع وقت ممكن، مع الوعد بنقله إلى المقياس الدولي عندما يسمح الوضع الدولي بذلك، وهو ما لم يحدث قط.
سوء نوعية المياه في المنطقة، إضافة إلى قلة الفحم الذي جعل القاطرات تستهلك الحطب، مما أدى إلى أعطال متواصلة، مما دفع الآلات إلى الكراجات، والتي للأسف يصعب صيانتها بسبب نقص قطع الغيار والتجهيزات. عناصر.
في عام 1925 تم إضافة قاطرتين بخاريتين من شركة هنشل إلى الحديقة.

### موبايل بارك
طوال تاريخها القصير، تم استخدام قاطرات مختلفة. كانت السنوات الأولى عبارة عن 6 قاطرات بخارية أمريكية من طراز Alco من شأنها أن تخدم، وكانت بالفعل في ظروف محفوفة بالمخاطر لأنها بنيت في فترة ما بعد الحرب العالمية الأولى.
في عام 1925، تمت إضافة قاطرتين بخاريتين من طراز هنشل.

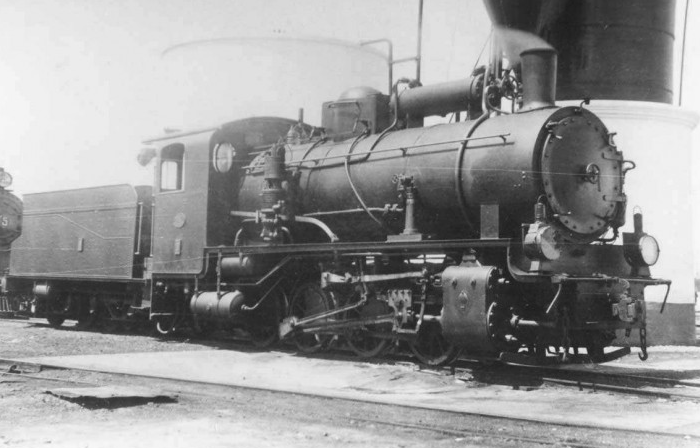
قاطرة هينشل لسكة حديد مليلية-سان خوان دي لاس ميناس حوالي عام 1925

في عام 1940، تم إغلاق خط السكة الحديد باتيل-تيستوتين ، مما يوفر قاطرتين من طراز MTM.

### المواسم
| موسم                  | ب.ك. |
| --------------------- | ---- |
| مليلية - ميناء        | 0.0  |
| مضمار السباق          | 0.5  |
| لصق                   | 2.9  |
| أتالايون              | 8.0  |
| الناظور               | 11.1 |
| سينجانجان             | 13.8 |
| سان خوان دي لاس ميناس | 24.9 |

### الإلغاء والتخلي
وعندما حصل المغرب على استقلاله سنة 1956، واصلت الدولة الإسبانية تشغيل الخط، لكن بسبب قلة الحركة التي دعمتها لصالح النقل البري، زاد من الاهتمام الضئيل من جانب الحكومة المغربية بهذا الخط وبعض العجز الذي كان يعاني منه. أدى نقص الاستثمارات إلى ترك خط السكة الحديد محكومًا عليه بالإغلاق في 30 أغسطس 1972 لكونه غير مستدام اقتصاديًا.
منذ إغلاق الخط في عام 1958، كانت للأرض، وكذلك آلات ومواد السكك الحديدية - التي اعتمدت على عملية السكك الحديدية في الولاية منذ عام 1937 - أهداف مختلفة:
تم نقل الموظفين إلى RENFE.
وفي 2 يناير 1970 أصبحت الأرض التي تشغلها السكة والمحطات تابعة لوزارة الدفاع.
وفي عام 1995، تم الإعلان لأول مرة عن نية ترميم محطة قطار مليلية. في النهاية لم يتم إعادة تأهيل المحطة.